# Tribord
Tribord（法語：Tribord）是法国体育用品品牌迪卡侬集团旗下水上运动器材的子品牌。Tribord将总部设于法国南部的昂代，毗邻西班牙。

## 设计理念
Tribord的设计理念是“Designed By Water”，即“由水设计”，通过享受水上运动所赋予的自然乐趣。2004年将总部设于法国和西班牙边境上的昂代，选择该地点使得设计师们利用身边的水域，形成创新理念，获得灵感。

## Tribord历史
- 1996年 迪卡侬创建Tribord品牌。
- 2003年 Tribord随迪卡侬在上海开设的第一家店铺进驻中国。
- 2004年 总部设于法国西南与西班牙接壤的昂代。

## 团队文化
整个设计团队驻扎在大西洋边的昂达伊城(Hendaye)，办公大楼靠海而建，随时方便设计师们将灵感转化成产品并进行实地测试。

## 所获荣誉
Easybreath面具第9届Oxylane创新奖于2013年12月18日在法国里尔举行。Tribord出品的可以用嘴和鼻子在水下或陆上自由呼吸的Easybreath面具获得大奖。